# ポール・ペロシ
ポール・フランシス・ペロシ・シニア（Paul Francis Pelosi Sr., 1940年4月15日 - ）は、アメリカ合衆国の実業家。配偶者は同国の政治家のナンシー・ペロシである。

## 経歴
1940年、カリフォルニア州サンフランシスコに生まれる。ジョージタウン大学を卒業後、ニューヨーク大学のスターンスクールオブビジネス、次いでハーバード大学のビジネススクールに学ぶ。卒業後はカリフォリニアに戻り、コンサルティング会社を立ち上げた。1963年にナンシーと結婚、5人の子供をもうけた。
事業では不動産業に進出して成功をおさめ、2010年代後半には2500万ドル以上の不動産を所有していることが報道されている。

## 私生活
2022年5月28日、カリフォルニア州ナパで飲酒運転で逮捕。翌日に釈放されている。

### 2022年暴行被害
2022年10月28日、サンフランシスコの自宅で侵入した男にハンマーで殴られ、頭蓋骨骨折などの重傷を負った。